# Cours Florent
Le Cours Florent est une école de théâtre française créée en 1967 par François Florent. L'école est la propriété du groupe Galileo Global Education.
Il est installé sur cinq sites à Paris, dans les 19e et 20e arrondissements (rue Archereau, rue Mathis, avenue Jean-Jaurès, rue des Haies et quai de l'Oise), à Bruxelles (Belgique), depuis septembre 2015 à Montpellier et, depuis la rentrée 2017, à Lormont près de Bordeaux.
Il propose un cursus de formation professionnelle en trois ans.

## Histoire
Le Cours Florent a été créé en 1967 par François Florent. Sa « classe libre »[Quoi ?], notamment dirigée un temps par Francis Huster, son palmarès d'anciens élèves et ses réussites ininterrompues depuis 1967 au concours d'entrée du Conservatoire national supérieur d'art dramatique de Paris sont à la base de la véritable réputation et renommée du Cours Florent dans le domaine de la formation d'acteurs et de professionnels de l'art dramatique.
En décembre 2011, l’école a rejoint le pôle « Arts et Création » du groupe Studialis.
Selon le journal Le Monde, en 2025, le Cours Florent est la propriété du groupe Galileo Global Education

## Admission
L'admission à la formation professionnelle d'acteur en trois ans se fait :
- après un stage de théâtre, de cinéma, d'improvisation d'une durée de trente-six heures, en français ou en anglais ;
- sur audition (uniquement pour les élèves avec une première expérience de jeu).

Si les élèves valident le stage et reçoivent un avis positif de leurs professeurs, ils peuvent être admis dans la formation du Cours Florent. Les stages d'été et de Noël sont disponibles à Paris, Bruxelles, Bordeaux, Toulouse, Montpellier, Marseille, Strasbourg et Lyon.

## Professeurs
Les professeurs du Cours Florent sont des professionnels du théâtre et du cinémaet de la musique, Georges Bécot, Cyril Anrep, Ladislas Chollat. On retrouve aussi Isabelle Nanty, Jerzy Klesyk, Mats Besnardeau, Julien Kosellek[réf. nécessaire], Antoine Basler.

## Dans la fiction
L'héroïne du roman Chienne et louve (Gallimard, 2022) de Joffrine Donnadieu est étudiante en théâtre au Cours Florent la journée et strip-teaseuse à Pigalle la nuit.